# 하인리히 라스페 폰 튀링겐 방백

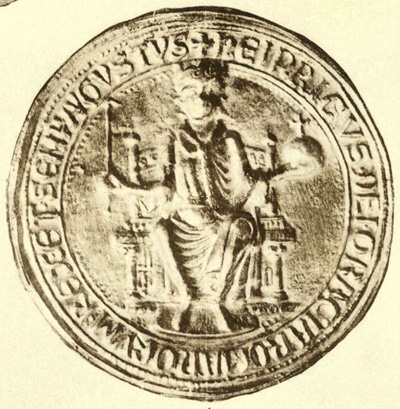

하인리히 라스페(Heinrich Raspe, 1204년 - 1247년 2월 16일)는 신성 로마 제국의 귀족이자 튀링겐 백작이고, 1246년부터 1247년 독일의 대립 황제였다. 아버지 헤르만과 외할아버지 오토 1세 비텔스바흐가 하인리히 4세의 딸 아그네스의 친손자와 외손자가 된다.
6촌 관계인 프리드리히 2세 및 그 아들 콘라트 4세에 반대하는 귀족들에게 추대되어, 프리드리히 2세, 콘라트 4세 부자와 대립하였다.

## 생애
아버지는 튀링겐 백작인 헤르만 1세 폰 튀링겐이고 어머니는 그의 두번째 아내이며, 바이에른 공작 오토 1세 비텔스바흐의 딸 소피아 폰 비텔스바흐이다. 친할머니 쥬디스 폰 호엔슈타우펜(다른 이름은 쥬타 폰 호헨슈타우펜)은 슈바벤 공작 프리드리히 2세의 딸로, 황제 프리드리히 바르바롯사 붉은수염왕의 이복 여동생이었다. 슈바벤 공작 프리드리히 2세는 다시 슈바벤 공작 프리드리히 1세와 아그네스 폰 살리어의 아들로, 하인리히 라스페는 할머니를 통해 하인리히 4세 5대손이며, 프리드리히 바르바롯사 붉은수염왕의 외조카손자가 된다.
모계로도 외할아버지 바이에른 공작 오토 1세 비텔스바흐의 어머니 헬리카 폰 페텐도르프는 페텐도르프 경 프리드리히 3세와 헬리카 폰 슈바벤의 딸로, 헬리카 폰 슈바벤은 다시 슈바벤 공작 프리드리히 1세와 아그네스 폰 살리어의 딸이 된다. 하인리히 라스페는 친할머니쪽과 외증조모 쪽으로 각각 하인리히 4세의 후손이 된다. 아버지 헤르만 1세는 하인리히 4세의 딸 아그네스의 아들 프리드리히 2세의 외손자였고, 외할아버지 오토 1세 비텔스바흐는 하인리히 4세의 딸 아그네스의 딸 헬리카의 외손자였다.
셋째 아들이었던 그는 계승권이 없었으나 1226년 형인 튀링겐백작 루트비히 4세가 제6차 십자군 전쟁에 참전 도중 성지로 가던 길에 전사하고, 5살인 조카 헤르만 2세가 백작직을 계승하였으며, 라스페는 헤르만 2세의 모후 헝가리의 엘리자베스와 함께 섭정이 되었다. 그리고 다른 동생 콘라트 라스페는 영토의 일부를 지분으로 받아갔다. 얼마 뒤 하인리히 라스페는 형수 엘리자베스를 추방하고, 조카 헤르만 2세를 몰아낸 뒤 튀링겐 백작직을 차지했다. 그러나 튀링겐 백작령 내 소귀족과 기사들은 그를 백작으로 인정하지 않았고, 1231년에 가서야 백작으로 인정받았다.
1241년 하인리히 라스페는 독일을 침공한 몽골 제국 군을 격퇴하여 되돌려보냈다.
1242년 독일 국왕 프리드리히 2세는 프리드리히 2세는 독일 섭정으로 자처하던 마인츠 대주교 지크프리트 3세를 내치고 자신의 아들 콘라트 4세를 공동 국왕으로 선포했다. 동시에 프리드리히 2세는 튀링겐의 백작 하인리히 라스페와 보헤미아의 왕 벤체르 1세를 공동섭정으로 선임한다. 그러나 같은 해 그는 프리드리히 2세를 반대하는 독일 귀족들에 의해 독일 왕으로 선출되었다. 그가 하인리히 4세의 딸 아그네스의 후손이라는 점이 그를 추대한 근거였다. 교황과 황제 사이에 대립이 계속되자 그는 교황 인노첸시오를 지지했다. 1245년 라스페는 콘라트를 반대하는 독일 귀족들에 의해 다시 독일 국왕으로 대관받았으며, 그해 5월 22일 교황 인노첸시오 4세에 의해 축성받고 독일 국왕으로 임명되었다. 1246년 5월 독일의 일부 귀족들은 그를 대립 황제로 재추대했다. 일부 독일의 귀족들은 그를 사제 왕(Pfaffenkönig)이라고 조롱했다.
1246년 8월 하인리히 라스페는 헤세 남부 니더에서 콘라트 4세와 교전하였다. 주교들은 프랑크푸르트 공회와 뉘른베르크 공회를 열어 양자를 소환했지만 불응하고 계속 교전했으며 1246년 8월 5일 프랑크푸르트 근처에서 콘라트 4세를 꺾었다. 그러나 울름과 이틀링겐 지역이 함락되면서 패하였다. 교황의 강력한 지지를 받았지만 전투 중 치명상을 입은 라스페는 바르트부르크에서 퇴각했다가, 1247년 2월 튀링겐 백작령의 바르트부르크 근처 아이제나흐에서 사망하였다. 시신은 아이제나흐의 성 카트린느 수도원의 자신의 부모 곁에 안치되었다.

## 가족 관계
세 번 결혼하였으나 자녀가 없었으므로 그의 집안은 단절되었다.